# Attacco glaciale
Attacco glaciale (Arctic Blast) è un film del 2010 diretto da Brian Trenchard-Smith.

## Trama
Una eclissi di Sole fa aprire una falla nello strato di ozono, da cui entra una massa gelida letale dall'alta atmosfera, che congela all'istante tutto ciò che incontra. L'evento è inizialmente localizzato nel sud dell'Australia, dove si contano le prime vittime. Ben presto si aprono altri fronti nel pianeta. Sembra l'avvento di una nuova era glaciale. Jack Tate, un meteorologo, cerca di trovare una soluzione al problema assieme alla sua assistente Zoe ed al suo superbo capo Winslaw. Questi coordina il lancio di centinaia di palloni aerostatici che dovranno liberare una quantità di magnesio sufficiente per riparare le varie falle nello strato d'ozono. L'operazione tuttavia si rivela un fallimento, in quanto lo squarcio non accenna a richiudersi. Altre metropoli dell'Inghilterra, dei Paesi Bassi, di Singapore e della California finiranno congelate.
Jack Tate propone un piano alternativo: far esplodere dei missili contenenti nitrato d'ammonio, che innescherebbero una reazione provocando una tempesta di fulmini sullo squarcio. I fulmini genererebbero l'ozono necessario per poter riparare la falla.
L'operazione si rivela un successo e tutte le falle nello strato d'ozono vengono chiuse.

## Produzione
Il film è stato girato in Tasmania e ad Ottawa, Ontario, Canada. Il produttore esecutivo è Antony I. Ginnane, la cui impresa IFM/Filmways era responsabile per la distribuzione del film in Australia, Nuova Zelanda e Atlanta, Georgia. Gli altri produttori esecutivi sono Tom Berry e Pierre David.